# Jelsi
Jelsi – miejscowość i gmina we Włoszech, w regionie Molise, w prowincji Campobasso.
Według danych na rok 2004 gminę zamieszkiwało 1917 osób, 68,5 os./km².